# Крейґ Мак-Лін
Крейґ Мак-Лін (англ. Craig MacLean, 31 липня 1971) — британський велогонщик.
Срібний призер Олімпійських Ігор 2000 року в командному спринті, учасник 2004 року.
Переможець Ігор Співдружності 2006 (командний спринт), 2014 тандем 1 км, 2014 тандем спринт років, бронзовий призер 2002 року в командному спринті.
Чемпіон світу з трекових велоперегонів 2002 року в командному спринті, срібний призер 1999 (командний спринт), 2000 (командний спринт), 2006 (спринт), 2006 (командний спринт), 2007 (командний спринт) років, бронзовий призер 2001 (командний спринт), 2003 (командний спринт), 2004 (командний спринт) років.